# 膜边肋毛蕨
膜边肋毛蕨（学名：Ctenitis clarkei）为叉蕨科肋毛蕨属下的一个种。

## 扩展阅读
- 維基物種上的相關：膜边肋毛蕨